# Australischer Diebkäfer
Der Australische Diebkäfer (Ptinus tectus) ist ein Käfer aus der Unterfamilie der Diebskäfer (Ptininae).

## Merkmale
Der Australische Diebkäfer wird etwa drei bis 3,5 Millimeter lang und besitzt eine matte, dunkelbraune Grundfärbung. Die Behaarung ist goldbraun bis gräulich weiß und liegt eng am Körper an. Die Borstenhaare auf den Flügeldecken sind aufgereiht und stehen ab. Die Halsschildbasis ist beiderseits mit einem Haarpolster und zwei kleinen stumpfen Höckern versehen. Geschlechtsdimorphismus wird bei dieser Art nicht beobachtet.
Die Larven erreichen eine Länge von etwa fünf Millimetern und sind weiß bis gelblich und mit einer feinen, abstehenden Behaarung versehen. Die Kopfkapsel ist gelbbraun.

### Synonyme
- Ptinus ocellus Brown, 1929[1]
- Ptinus pilosus A. White & Butler, 1846[1]

### Ähnliche Arten
- Kräuterdieb (Ptinus fur)

## Verbreitung
Der Australische Diebkäfer ist ursprünglich in Australien, Neuseeland und Tasmanien beheimatet. Er wurde um 1900 über England nach Europa eingeschleppt. Man findet ihn sowohl in der freien Natur, wo er hauptsächlich in Vogelnestern von Tauben, Schwalben, Sperlingen oder in blühenden Koniferen lebt, als auch in Vorräten.

## Lebensweise
Unter optimalen Bedingungen (23 bis 25 °C; 70 bis 90 % Luftfeuchtigkeit) produzieren die Weibchen des Australischen Diebkäfers mehrere hundert Eier, die unmittelbar auf das Fraßsubstrat abgelegt werden. Die Larven schlüpfen nach etwa 14 Tagen. Die weitere Entwicklung verläuft über drei bis fünf Larvalstadien und dauert in Abhängigkeit von der Temperatur und dem Nahrungsangebot vier bis acht Wochen. Die Larven zeichnen sich durch eine ausgeprägte Spinntätigkeit aus. Zur Verpuppung bohren sie sich beispielsweise in Leder, Kunststoffe, Verpackungen, Papier oder Pappe ein und legen dort ihre Puppenwiege an.
Die Imagines sind lichtscheu und nachtaktiv aber nicht flugfähig. Sie fressen an Leder, Textilien und in Museen auch an tierischen Präparaten und schädigen diese durch Oberflächenfraß. Die Käfer sind an Trockenheit gut angepasst. Die Lebensdauer beträgt unter günstigen Bedingungen zehn bis zwölf Monate, normalerweise aber nur zwei bis drei Monate. Im Jahresverlauf entstehen zwei bis drei Generationen.

## Schädling
Der Käfer ist ein in Mitteleuropa weit verbreiteter Schädling, der in verschiedenen tierischen und pflanzlichen Vorräten wie beispielsweise Gewürzen, Tee, getrockneten Früchten, Malz, Hefe, Grieß, Vogel- und Fischfutter und Fischmehl anzutreffen ist. An Getreideprodukten findet man ihn erst nach Vorschädigung durch andere Schädlinge.